# Drosofilídeos
A família dos drosofilídeos (Drosophilidae) ou drosófila  é representada por moscas geralmente pequenas, e está distribuída por todo o planeta (é cosmopolita). A família Drosophilidae é uma das duas famílias de mosca conhecida como "mosca das frutas". A outra é Tephritidae.
O gênero Drosophila, que dá nome à família, ficou conhecido por ser  muito utilizado em pesquisas genéticas, e atualmente suas espécies estão sendo usadas também como modelos ecológicos.
Há também nesta família gêneros que causam prejuízo à fruticultura, como o Zaprionus, conhecido também como mosca-dos-figos, por causar estragos neste tipo de cultivo.

## Outros gêneros
A família abriga 69 gêneros, entre eles:
- Acletoxenus
- Allopygaea
- Amiota
- Apacrochaeta
- Apenthecia
- Apsiphortica
- Baeodrosophila
- Balara
- Bialba
- Cacoxenus
- Calodrosophila
- Celidosoma
- Chymomyza
- Cladochaeta
- Collessia
- Colocasiomyia
- Crincosia
- Dettopsomyia
- Diathoneura
- Dichaetophora
- Dicladochaeta
- Drosophila
- Eostegana
- Erima
- Gitona
- Hirtodrosophila
- Hypselothyrea
- Jeannelopsis
- Laccodrosophila
- Leucophenga
- Liodrosophila
- Lissocephala
- Lordiphosa
- Luzonimyia
- Marquesia
- Mayagueza
- Microdrosophila
- Mulgravea
- Mycodrosophila
- Neorhinoleucophenga
- Neotanygastrella
- Palmomyia
- Palmophila
- Paraleucophenga
- Paraliodrosophila
- Paramycodrosophila
- Paraphortica
- Pararhinoleucophenga
- Parastegana
- Phortica
- Phorticella
- Poliocephala
- Pseudiastata
- Pseudocacoxenus
- Pseudostegana
- Pyrgometopa
- Rhinoleucophenga
- Samoaia
- Scaptodrosophila
- Scaptomyza
- Soederbomia
- Sphaerogastrella
- Sphyrnoceps
- Stegana
- Styloptera
- Tambourella
- Trachyleucophenga
- Zaprionus
- Zapriothrica
- Zaropunis
- Zygothrica